# Phenax haitensis
Phenax haitensis är en nässelväxtart som beskrevs av Hugh Algernon Weddell. Phenax haitensis ingår i släktet Phenax och familjen nässelväxter. Inga underarter finns listade i Catalogue of Life.